# SpaceX CRS-1
SpaceX CRS-1 (alternativně SpX-1, nebo jednoduše CRS-1) byl první zásobovací let kosmické lodi Dragon společnosti SpaceX k Mezinárodní vesmírné stanici (ISS) podstoupený v rámci kontraktu Commercial Resupply Services uzavřeného s NASA. Celkově šlo o třetí let Dragonu do vesmíru (pokud počítáme i demo lety C1 a C2+).

## Náklad

### Primární náklad
| Celkový náklad               | 400 kg |
| ---------------------------- | ------ |
| Celkový hermetizovaný náklad | 400 kg |
| Vědecké experimenty          | 180 kg |
| Zásoby pro posádku           | 120 kg |
| Hardware pro stanici         | 105 kg |

### Sekundární náklad

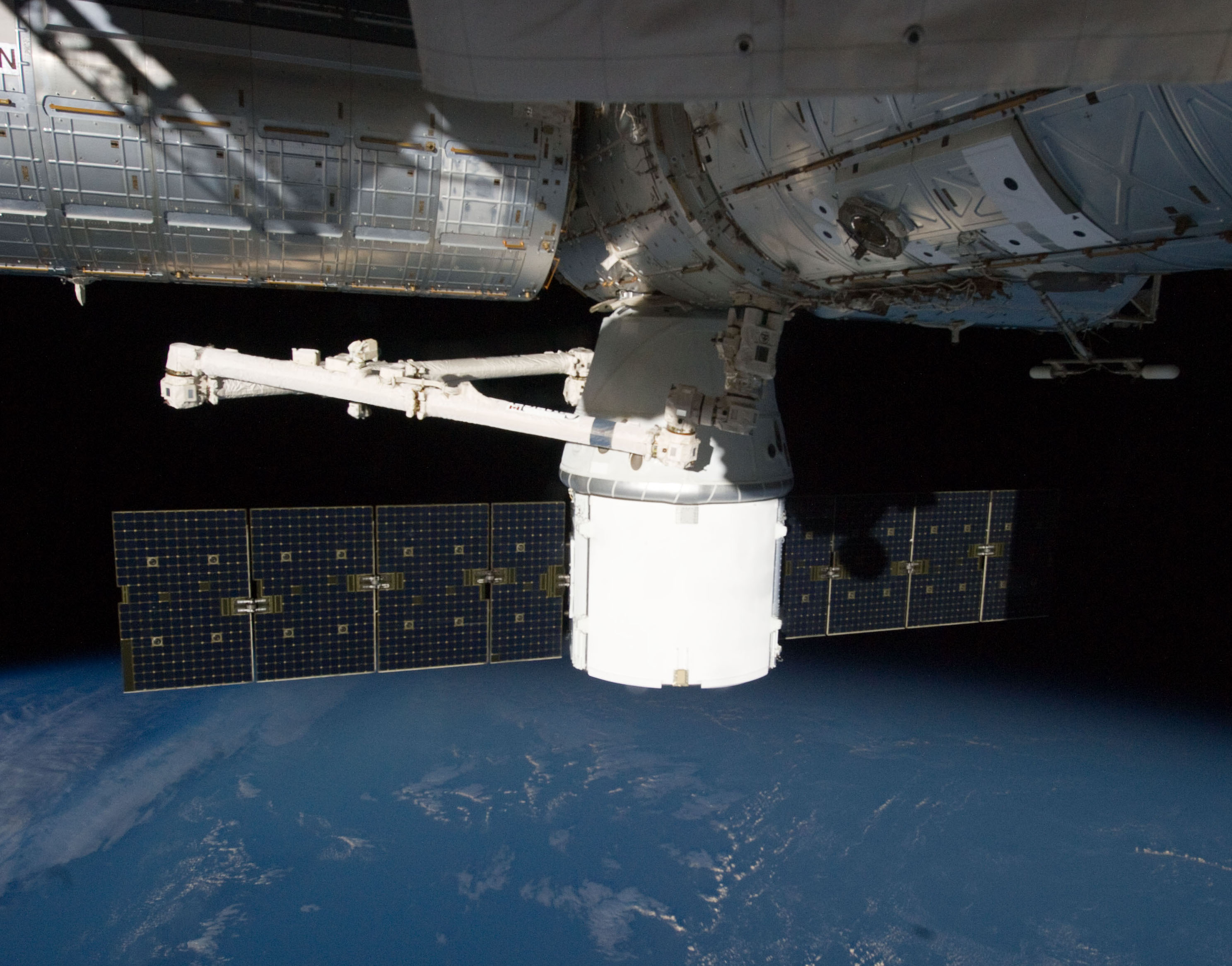
Dragon vyfocený 14. října 2012 z modulu Cupola

V plánu bylo vypustit prototyp druhé generace satelitu Orbcomm. Z důvodu anomálie, která se vyskytla v době mezi přechodem na nadzvukovou rychlost a maximálním dynamickým namáháním, na jednom z devíti motorů prvního stupně došlo k automatickému vypnutí motoru a Falcon 9 tak letěl jen s osmi aktivními motory. To mělo za následek, že satelit Orbcomm zůstal na nižší oběžné dráze a během čtyř dnů zanikl v atmosféře.

### Náklad při návratu
| Celkový náklad                   | 759 kg (904 kg s obaly) |
| -------------------------------- | ----------------------- |
| Zásoby od posádky                | 74 kg                   |
| Použitý náklad (NASA, ESA, JAXA) | 393 kg                  |
| Staniční hardware                | 235 kg                  |
| Počítačové vybavení              | 5 kg                    |
| Ruský náklad                     | 20 kg                   |
| Zařízení pro EVA                 | 31 kg                   |

## Návrat
28. října 2012 astronaut Kevin Ford za pomoci robotické paže Canadarm2 odpojil loď od modulu Harmony a přemístil ji do vzdálenosti patnáct metrů od stanice, kdy ji uvolnil. Dragon pak provedl sérii tří zážehů a vzdálil se od stanice. Přibližně po šesti hodinách provedl deorbitační zážeh, který trval až deset minut. Servisní modul, na kterém jsou umístěné solární panely zanikl v atmosféře. Návratová kabina přistála na hladinu Tichého oceánu ve vzdálenosti několik stovek kilometrů od pobřeží jižní Kalifornie.